# Claudio Bertieri
Claudio Bertieri (Gènova, 20 de setembre de 1925) és un critic cinematogràfic, publicitari i crític de còmics italià, que ha investigat particularment, i reportatges sobre cinema, imatges dissenyades i esport.

## Biografia
Claudio Bertieri va néixer en una família de classe mitjana: el seu avi, socialista, era comandant de la marina; el seu pare era gerent d'empresa, que en el seu temps lliure era un entusiasta de l'esport i un gerent d'associacions esportives com Cristoforo Colombo i el Genoa. D'aquí l'interès de Bertieri per l'esport.
Bertieri va assistir a la secundària clàssica durant la Segona Guerra Mundial, canviant tres institucions diferents a causa del desplaçament i dels bombardejos. Després de la secundària, segons els desitjos del seu pare, va començar els estudis d'enginyeria, però aviat els va abandonar per dedicar-se a allò que més li interessava. De fet, havia començat a assistir als Cine Clubs i Cineforums de Ligúria, dels quals fou efectivament un dels animadors, juntament amb Claudio G. Fava.

## Cinema
Bertieri va debutar com a crític de cinema el 1947, inicialment a la Gazzetta del Lunedì, després a Il Piccolo de Gènova, a Il Lavoro, del Corriere Mercantile. Va tenir l'oportunitat de conèixer alguns "mites" del cinema italià de l'època, com Roberto Rossellini, Vittorio De Sica i Sophia Loren.
Ha explorat diversos camps del cinema, alguns dels quals han estat descuidats per la crítica. Primer va tractar el cinema d'animació, prenent especial interès per les escoles que van florir a l'Europa de l'Est als anys seixanta i setanta. De la mateixa manera, va estudiar pel·lícules dedicades a personatges de còmics, sobre les quals va escriure l'obra integral ComicShow.
Es va interessar pel cinema esportiu. Des del 1958 col·labora amb el cinema de muntanya col·laborant amb el Festival de Cinema de Trento. Del 1986 al 1998 va ser director cultural del Sport film festival a Palerm. Bertieri ha escrit alguns llibres sobre la relació entre cinema i esport, inclòs el monumental Filmario dello sport en quatre volums.
En el camp de documentals i curtmetratges fou col·laborador habitual de Cinema i de Bianco e nero. A més, del 1992 al 2001 va ser codirector de Filmvideo - Mostra Internacional del Curtmetratge de Montecatini Terme.

## Còmics
Bertieri va ser un dels primers crítics italians a tractar el còmic, quan aquesta forma d'expressió va començar a ser considerada art, a principis de la dècada de 1960, i va participar en alguns moments importants del còmic italià.
El 1965 va fundar amb Romano Calisi el Saló Internacional del Còmic de Bordighera, que l'any següent es va traslladar a Lucca. Fins als anys noranta, Bertieri va continuar sent un dels responsables de l'esdeveniment, tant com a membre del jurat com d'organitzador d'exposicions temàtiques, en particular sobre la relació entre còmics i cinema i entre còmics i esport. També va ser membre del jurat en diverses ocasions a la Festival del Còmic d'Angulema.
Bertieri també ha col·laborat amb moltes revistes de còmics, com Linus, Eureka, Comic Art i Totem. D'una, però, va ser director des del primer fins a l'últim número: Sgt. Kirk, editada per Fiorenzo Ivaldi. Des d'aquesta revista Bertieri ha permès l'afirmació al còmic dels venecians Dino Battaglia i Hugo Pratt: del segon, en particular, ha publicat la primera aventura de Corto Maltès, Una ballata del mare salato.
Sempre per Ivaldi Bertieri va ser l'editor d' AZ Comics, la primera enciclopèdia italiana del còmic, publicada el 1969. Entre els editors de l'obra hi havia gairebé tots els experts en còmic italians de l'època, de Gianni Brunoro a Carlo della Corte, de Franco Fossati a Ernesto G. Laura, d'Hugo Pratt a Rinaldo Traini, mentre que el prefaci fou encarregat a Cesare Zavattini.

## Comunicacions d'empresa
Des de finals dels anys cinquanta, Bertieri ha treballat molt en el camp de la comunicació empresarial, ajudant a crear la imatge de la indústria italiana durant els anys del miracle econòmic. Inicialment va col·laborar amb les siderúrgiques de Cornigliano, per a les quals va organitzar espectacles de cinema i teatre per a empleats i directius. Uns anys més tard es va traslladar a Milà per dur a terme una activitat similar a Edison-Volta. Després va tornar a Gènova per col·laborar amb Italsider com a comissari d'iniciatives culturals i promocionals. Del 1967 al 1985 va treballar al RPR de Mario Lucio Savarese, sempre en el camp de la comunicació empresarial.
Com a part d'aquestes col·laboracions, Bertieri ha participat en la confecció de documentals amb directors com Rossellini per L'età del ferro, amb Ermanno Olmi i Tullio Kezich per l'Edison-Volta, amb els germans Taviani per l'Italsider, amb Aglauco Casadio pel documental sobre la mostra Sculture nella città, també organitzada per Italsider.
Per la FIAT ha creat tres volums en els quals va recopilar còmics, il·lustracions i dibuixos dedicats a l'automòbil, volums titulats Comicar, Graphicar i Humourcar.

## Il·lustracions
A Italsider Bertieri s'havia fet amic d'Emanuele Luzzati, que era un altre dels artistes que giraven al voltant de la companyia siderúrgica. Després d'haver apreciat el seu polifacètic talent, Bertieri va ser un dels primers a revisar els dibuixos animats de l'artista genovès.
Mitjançant exposicions i publicacions, Bertieri ha potenciat els grans dibuixants de còmics ligurs, des del mateix Lele Luzzati a Flavio Costantini, d'Antonio Rubino a Alarico Gattia, de Luciano Bottaro a Enzo Marciante, a Giovan Battista Carpi.

## Obres
- Venezia 1932-1939. Filmografia critica (amb Giulio Cesare Castello), Roma, Bianco e nero, 1959
- AZ Comics, Roma, Archivio internazionale della stampa a fumetti, 1969
- Cinema d'animazione bulgaro, Milano, ISCA, 1972
- Cinema d'animazione ungherese, Milano, ISCA, 1973
- Comicar. L'auto nei fumetti, Torino, FIAT, 1975
- Graphicar. L'auto nella grafica, Torino, FIAT, 1976
- Humourcar. L'auto nell'umorismo, Torino, FIAT, 1977
- I film di carta, Firenze, Vallecchi, 1979
- Assi &Divi, Divi & Assi. Sport, cinema e società, Palermo, Rassegna di cinematografia sportiva, 1982
- Gli atleti di carta, Palermo, Rassegna di cinematografia sportiva, 1983
- Le rotte dell'immaginario, Genova, Esagraph, 1985
- Olimpia, Olimpia (amb Ugo Casiraghi), Palermo, Rassegna di cinematografia sportiva, 1987
- Le fiabe a quadretti:1908-1945, Roma, Comic Art, 1989
- Filmario dello sport (amb Ugo Casiraghi), Palermo, International SportFilmFestival, 1988-91
- Antonio Rubino l'amico delle nuvole, Sanremo, 1995
- Il cinema di carta, Genova, 1996
- ComicShow, Genova, Fondazione Novaro-Le Mani, 2012